# Fabrique des Savoirs
La fabrique des Savoirs est un équipement culturel d'Elbeuf, rassemblant un musée, un service d'archives et un centre d'interprétation de l'architecture et du patrimoine.

## Histoire
La Fabrique a été installée en 2010 dans une partie de l'ancienne usine Blin & Blin, témoignage du passé industriel drapier du territoire elbeuvien,,.

## Pôle culturel
Le pôle culture investit un bâtiment reconverti par les architectes du cabinet Archidev et aménagé par le muséographe Yves Kneusé. Il regroupe trois services à vocation culturelle et patrimoniale : le Centre d’interprétation de l'architecture et du patrimoine (CIAP), le musée et le Centre d'archives patrimoniales d’Elbeuf.
La Fabrique des Savoirs valorise plusieurs facettes du territoire local : histoire industrielle, mutations urbaines, collections archéologiques et de sciences naturelles, trésor d’archives, expositions photographiques.

### Le centre d’archives patrimoniales
Le centre d’archives patrimoniales collecte, conserve et valorise près de 3 km d’archives produites par les administrations des communes et par diverses institutions du territoire d’Elbeuf.
Il regroupe de nombreux documents, sources essentielles pour la connaissance de l’histoire des habitants, des communes et du territoire :
- le fonds ancien est constitué d'archives datant de la fin du XVIe siècle jusqu’à la Révolution française, tels que les actes constitutifs et politiques des communes, des archives relatives aux finances et impôts, des registres paroissiaux, des passeports intérieurs[6].
- le fonds moderne concerne la période allant de 1790 aux années 1980. S'y trouvent notamment des registres de délibérations des conseils municipaux, la correspondance et les arrêtés des différents maires, les archives financières, des dossiers relatifs aux bâtiments communaux, les listes électorales, les recensements, l'état civil.
- enfin, les fonds contemporains sont alimentés par des versements des dossiers produits  par les services municipaux. Ils représentent une source essentielle pour la connaissance des différents aspects des actions des communes durant les trente dernières années.

Parmi les fonds remarquables conservées par le centre d'archives patrimoniales, on citera les archives du studio photographique Édeline, constitué d'environ 50 000 clichés, ainsi que des archives comptables de l'entreprise.

### Le musée d'Elbeuf
Constituées dès 1884 autour des taxidermies rassemblées par Pierre Noury, les collections du musée conservent aujourd'hui près de 45 000 objets, parmi lesquels des machines, des objets archéologiques, des animaux naturalisés, des peintures ou des textiles anciens,… 
Cette diversité permet au musée de présenter le territoire d’Elbeuf sous de multiples aspects, notamment environnementaux, historiques et archéologiques. La Seine, véritable fil conducteur, fait le lien entre les différents types de collections.
Le musée d’Elbeuf est labellisé « musée de France » par le Ministère de la Culture et de la Communication. 

### Le Centre d’interprétation de l’architecture et du patrimoine (CIAP)
Réalisé dans le cadre du label « Villes et Pays d’art et d’histoire » (Ministère de la Culture et de la Communication), le CIAP présente une exposition permanente autour de l’évolution architecturale et urbaine du territoire elbeuvien.
Une maquette-spectacle présente l’évolution de l’occupation humaine du territoire, depuis les principaux sites archéologiques jusqu’aux profondes mutations urbaines des 19e et 20e siècles ; un film propose des vues inédites de la boucle de la Seine.
Des théâtres d’architecture et des maquettes retracent les grandes phases de transformation ayant marqué le territoire et l’architecture qui en témoigne.
Des armoires à matériaux permettent d’évoquer la construction, ses techniques et ses métiers.
Des audiovisuels évoquent la reconversion du quartier et l’installation de la Fabrique des Savoirs. 
Un espace de consultation invite le visiteur à poursuivre sa recherche sur informatique.